# 俵山忠
俵山 忠（たわらやま ただし、1977年6月3日 - ）は、日本とアメリカの広告写真家。Seven Bros. Pictures Inc.代表。

## 人物
- 出身地 - 日本・東京
- 職業 - 広告写真家　映像監督

広告写真家としてアメリカと日本の２拠点で活動
- 所属事務所　
  - アメリカ：Seven Bros. Pictures Inc.　
  - 日本：Zen Creative

## 来歴
- 1995年　株式会社ティ・ヴィクラブ
- 1997年　株式会社エイ出版社
- 2000年　渡米　ロサンゼルス
- 2009年　広告写真家　ビルボード掲載
- 2012年　Clutch Magazine クリエイティブフォトディレクター
- 2013年　Seven Bros. Pictures Inc.　アメリカ法人設立
- 2017年　ZEN Creative 所属
- 2023年　Seven Bros. Pictures合同会社　日本法人設立

## 写真広告
- SoftBank キャメロンディアス  「PANTONE SLIDE」
- JINS 「太陽が味方になる。」
- 株式会社UNIQLO　ローラ　「スタイルも動きやすさも、変わる。」
- UHA味覚等　e-maのど飴 x E-girls
- KONAMI パワプロ 30周年記念　大谷翔平　「野球しようぜ！」
- ECC 外語学院　大谷翔平　「世界へ、翔け。」
- 西川マット　大谷翔平　「僕の夢は、ここから始まる。」
- 三菱UFJ 大谷翔平　「ずっとつながる、ずっとよりそう」
- 森永製菓　In BAR PROTEIN ヌートバー　「つかめ、チカラ」
- サントリー 新STRONG ZERO 天海祐希 「レモンまるごとか、そうじゃないか。」
- オリックス・クレジット　綾部祐二 「ORIX MONEY OR NOT」
- UHA味覚等　SIXPACK プロテインバー
- NTT docomo 佐藤健　錦織圭 「5G x TOKYO 2020」
- クロノス株式会社　高橋ひかる　「やさしい勤怠クロノス」
- 日清食品株式会社　Cup Noodle 辛麺　「旨み6：辛さ4」
- UHA味覚等　ぷっちょボール　橋本環奈、クッキー
- UHA味覚等　特濃ミルク　めるる、片岡愛之助
- UHA味覚等　塩あづき　石川さゆり
- 株式会社創通メディカル　MAYTREX ローラ
- サントリー株式会社　JIM BEAM　ローラ　 「自由時間サイコーッ！」
- CASIO　G-SHOCK 八村塁
- 大正製薬　リポビタンD 八村塁　「夢中になるって、最強だ。」
- CASIO　G-SHOCK 八村塁　「My Time」
- CASIO　G-SHOCK 八村塁　「今、超える。」
- TOYO TIRES　「青を灯せ　まだ、走ったことのない道へ。」

## CDジャケット
- 大塚愛　「バイバイ」
- 亀梨和也「Cross」
- 石川さゆり「塩あづき」

## ミュージックビデオ
- 石川さゆり　「塩」

## 写真集
- CLUTCHMAN’S LEATHER JACKET
- 平井大　「ON THE ROAD HIRAIDAI」

## TVCM
- Zoff ヌートバー "New HERO"
- ANA 大坂なおみ“hello blue hello future”
- ANA 羽生結弦“hello blue hello future”
- UHA味覚糖　e-maのど飴 x E-girls
- CASIO G-SHOCK 八村塁 "DWH5600
- DocuSign 綾部祐二"もう繰り返したくない話"
- SUBARU "New LEVORG"
- NTT docomo 佐藤健　錦織圭 「5G x TOKYO 2020」
- Samantha Thavasa Miranda Kerr”miracle chance”
- 森永製菓 In BAR PROTEIN ヌートバー
- オリックス・クレジット　綾部祐二 「ORIX MONEY OR NOT」
- UHA味覚等　SIXPACK プロテインバー
- 日清Cup Noodle 辛麺 「旨み6：辛さ4」
- UHA味覚糖 ぷっちょボール 橋本環奈
- UHA味覚糖 特濃ミルク めるる 片岡愛之助
- UHA味覚糖 塩あづき 石川さゆり
- 創通メディカル　MAYTREX ローラ
- スバル Short Stories"Buddy"
- 大正製薬 リポビタンD 八村塁「夢中になるって、最強だ。」
- TOTO "あしたを、ちがう「まいにち」に。
- SMBC 堀米雄斗 "Be Active"
- 西川 大谷翔平 "AIR SX"
- ECC 大谷翔平
- CRYSTAL GEYSER“夢中になると喉が渇く”
- AEON "PEACE FIT"
- MOUSSY "POOL SIDE"
- SUBARU "FORESTER"
- JT "Winston Mini"
- Lee "Pipes"
- UNITED ARROWS "BEAUTY & YOUTH"
- MARK&LONA "El Dorado"